# Lilium brownii

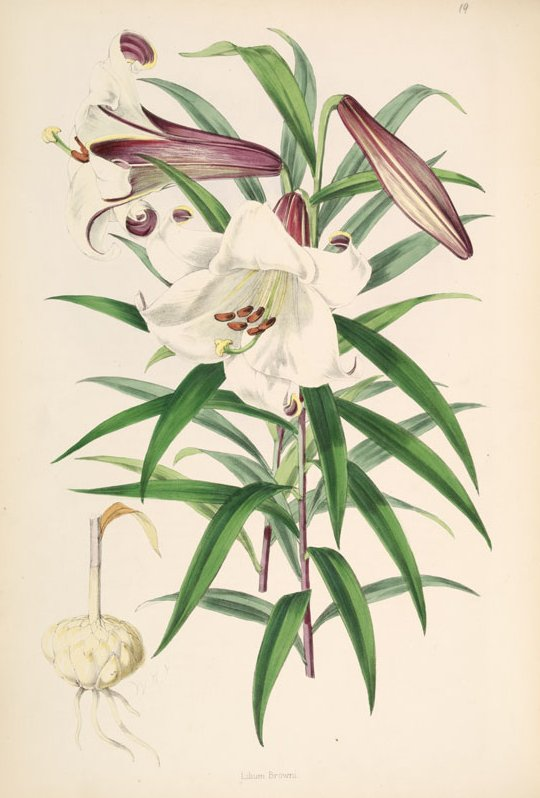
Lilium brownii.

Lilium brownii (em chinês: 野百合) é uma espécie de planta com flor, pertencente à família Liliaceae. É nativa da República Popular da China.

## Sub-espécies
- L. brownii var. brownii
- L. brownii var. viridulum